# Нут (мифология)
Нут (Ну, Нуит) — древнеегипетская богиня неба, дочь бога воздуха Шу и богини календарных сезонов Тефнут, сестра и жена бога земли Геба и мать Осириса, Исиды, Сета и Нефтиды. Входила в Гелиопольскую эннеаду богов.

## Образ богини в мифологии Древнего Египта
Ежедневно проглатывает звёзды и Луну, а затем рождает снова (смена дня и ночи). В Нут заключена тысяча душ. Была связана с культом мёртвых — поднимает умерших на небо и охраняет их в гробнице (её изображение часто помещали на внутренней стороне крышки саркофага или на потолке склепа).
Эпитеты: «Великая», «огромная мать звёзд», «рождающая богов».
Изображалась в виде женщины, простирающейся по всему небосклону и касающейся земли кончиками пальцев рук и ног, часто вместе с Гебом, лежащим внизу. Иногда изображалась также в виде Небесной Коровы, а также в виде смоковницы и свиньи, которую сосут множество поросят (звёзд).
В отличие от многих других мифологий, ассоциировавших небо с мужским верховным божеством, а землю — с богиней-матерью, которые часто были супружеской парой (например, Уран и Гея у древних греков, Ану и Ки у шумеров и т.д.), у египтян ответственность в этой паре обратная — муж (и брат) Нут, Геб, был богом земли.
Образ прекрасной Небесной Коровы относится не к тому «нижнему небу», воздушному пространству, по которому плывут облака (его олицетворял Шу), а к более высокой и отдалённой сфере звёзд, которую со времён античности принято называть космосом. В этом контексте приобретает смысл название Млечный Путь для звёздной полосы, в виде которой предстает перед обитателями Земли наша Галактика.
Образ Космической Коровы восходит к далёкой древности. В Текстах пирамид встречаются фразы: «Звезда плывёт по океану под телом Нут» (каким бы ни было тело Нут, но оно явно отождествляется с Космосом, а океан — возможно, с воздухом или даже сферой звёзд).
Об усопшем фараоне говорилось: «Он — сын великой дикой коровы. Она беременеет им и рождает его, и его помещает под её крылом». В этом случае использован дополнительный образ крыльев коршуна, которые тоже служили символом неба.
Для древних египтян звёздный небосвод выступал в образах коровы Нут, женщины Нут, океана, крыши и даже крыльев. Суть космоса остаётся загадочной, хотя и более или менее понятной в некоторых проявлениях. Прежде всего, это нечто божественное и живое. За видимым образом (крыша, купол) скрыто иное, во многом непостижимое.

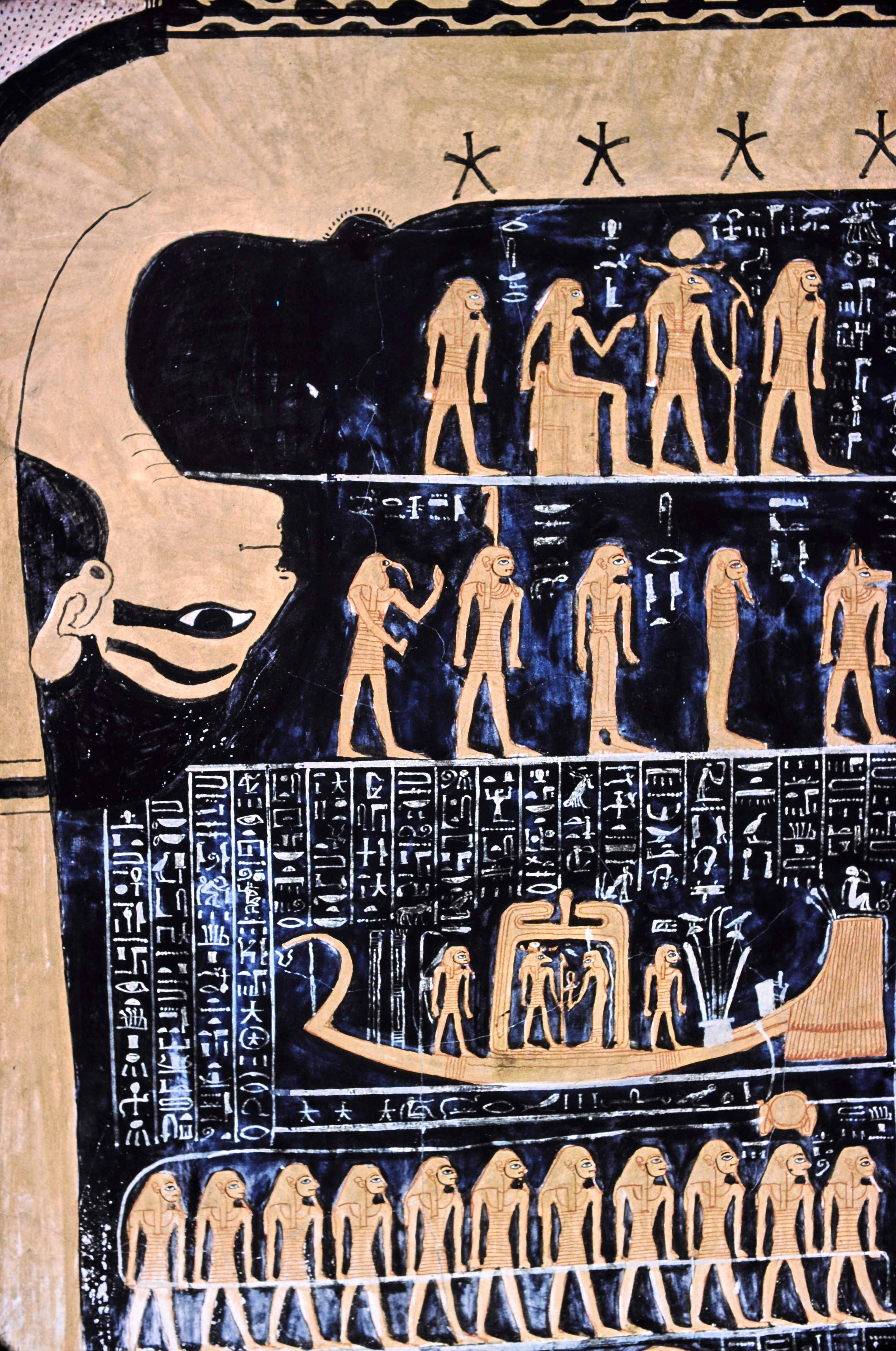
Нут и человеческие фигуры, представляющие звёзды и созвездия, со звёздной карты в гробнице Рамзеса VI

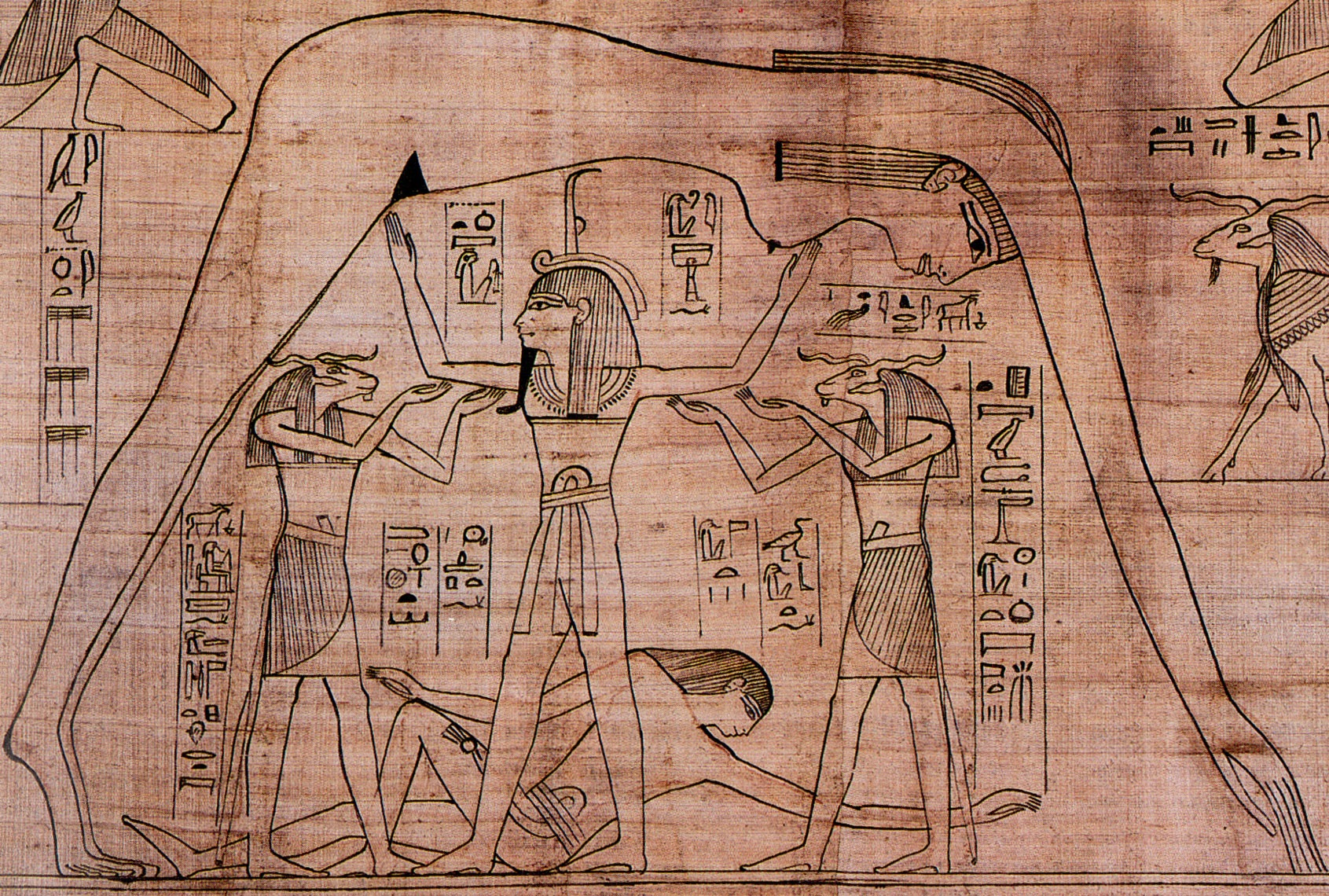
Богиня неба Нут, поддерживаемая богом воздуха Шу, чьи руки, в свою очередь, поддерживаются двумя воплощениями бога Хеха (олицетворения бесконечности, бескрайнего пространства) с головами баранов. Внизу простёрся бог земли Геб — брат и муж Нут. Рисунок с папирус Гринфилд, ок. 950 года до н. э.

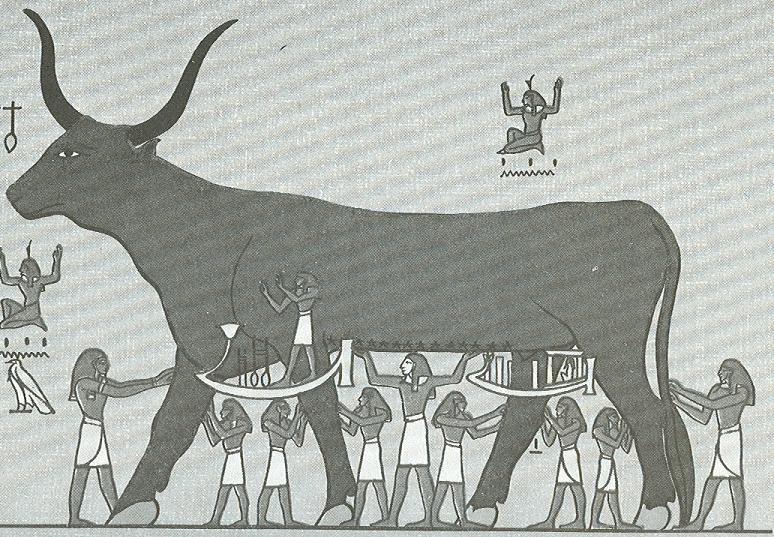
Богиня Нут, представленная в виде коровы

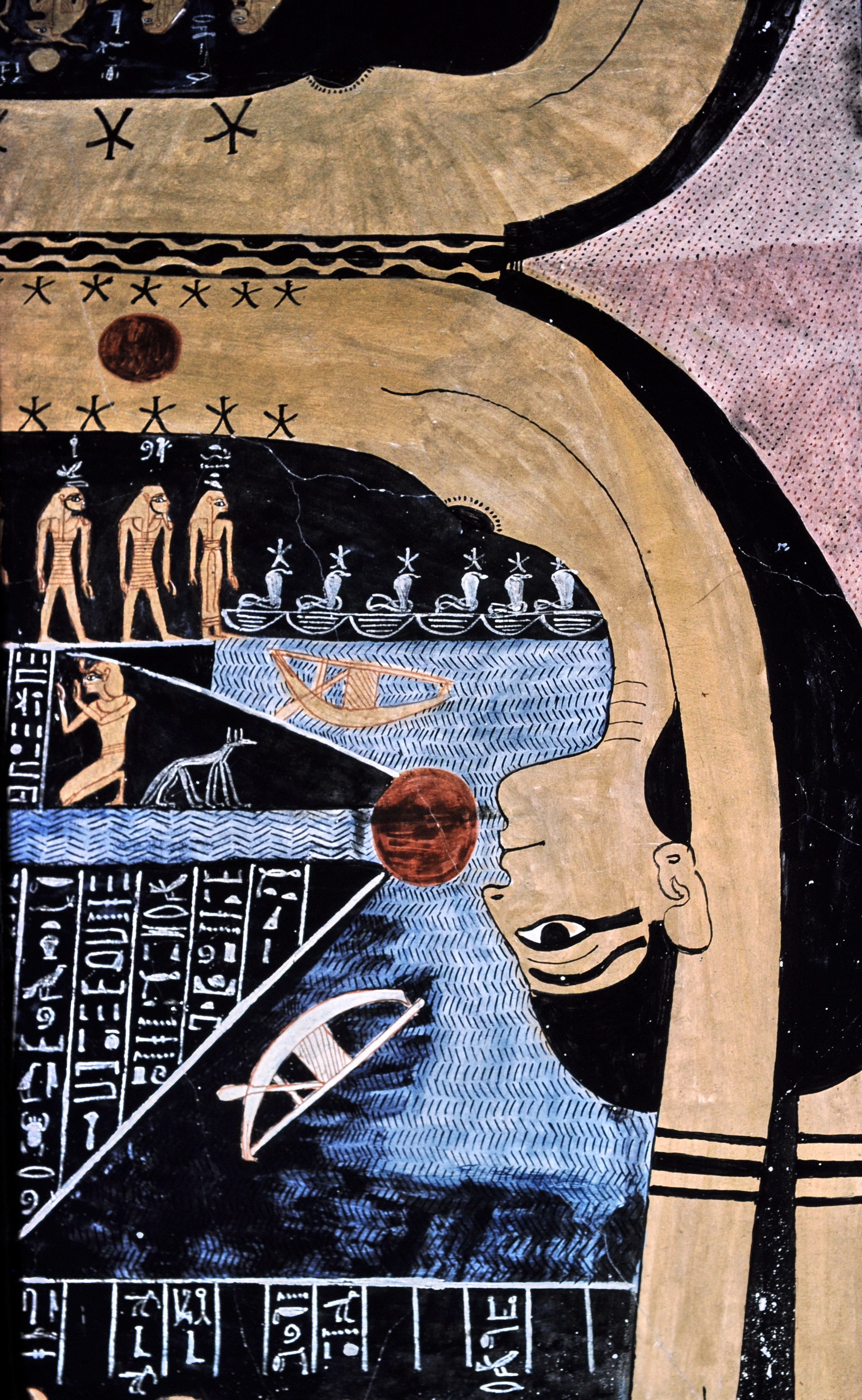
Нут глотает солнце, которое путешествует сквозь её тело ночью, чтобы вновь родиться утром

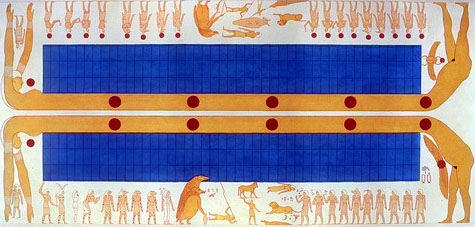
Рисунок на потолке гробницы KV1, где был похоронен Рамсес VII

В египетских мифах Космическая Корова Нут по совету Нуна поднимает на себе усталого престарелого Ра в небесную высь. На большой высоте у Нут закружилась голова, а ноги её задрожали. Тогда Ра пожелал иметь богов, чтобы поддержать её (интересно, что он лишь высказал пожелание, а исполнил его, судя по всему, всемогущий Нун). Тогда восемь божеств встали у ног Космической Коровы, а Шу стал поддерживать её живот (эта версия изложена в Книге Небесной Коровы).
В таком виде предстаёт перед нами Нут в одном из наиболее выразительных рисунков. У него есть свои особенности. Ра изображён не сидящим на спине Нут, а плывущим в лодке Атет под телом Нут (лодка расположена под звёздной полосой). На голове Ра — солнечный диск, хотя и он, и боги показаны в образе людей.
Между рогами коровы и перед грудью начертаны иероглифы «хех», что означает «миллионы» или «множество божеств» (в некоторых вариантах тут изображены воплощения бога Хеха, олицетворения численной бесконечности и бескрайнего пространства). Можно толковать это как указание на несчётное количество звёзд. Перед нами — космогоническая аллегория. Символический характер фигур подчёркивается тем, что боги не прилагают особых усилий для поддержки опор небосвода (четырёх ног Нут), а Шу лишь касанием пальцев поддерживает огромное тело Нут.
На других рисунках богиня космоса изображена женщиной, она изогнута в виде купола, имеет непомерно длинные руки и ноги (опоры) и только кончиками пальцев рук и ног касается земли (которую персонифицирует Геб, брат и муж Нут). Бог воздуха Шу, разделяющий эту пару, тоже не выглядит напряжённым под тяжестью «небесного тела».
Согласно египетской мифологии, божества-близнецы Исида и Осирис любили друг друга ещё во чреве матери, богини Нут, поэтому Исида уже при рождении была беременна.